# Ritiro del calcestruzzo
Il ritiro del calcestruzzo è una variazione di volume che esso subisce durante la fase di presa e di indurimento causata dalla progressiva eliminazione dell'acqua contenuta nella pasta cementizia.

Tale fenomeno è indipendente dal carico, poiché interviene anche in assenza di carichi applicati, e determina una contrazione (shrinkage in inglese) del getto, oppure un rigonfiamento (swelling), a seconda che, dopo la scasseratura, la maturazione avvenga rispettivamente in aria insatura di vapore o in acqua.

Pertanto si differenzia dalla deformazione viscosa e dal rilassamento che invece sono dipendenti dai carichi. 

Questo fenomeno è tanto più marcato quanto più rapida è la perdita d'acqua dalla massa e determina l'insorgere di fessurazioni con conseguente ripercussione sulla durabilità del conglomerato.

Per strutture esposte in un ambiente con umidità relativa superiore al 95% in maniera permanente il ritiro è praticamente nullo e, come già accennato, tale fenomeno si inverte diventando a carattere espansivo se la struttura è immersa in acqua.

Il ritiro e il fluage rappresentano le deformazioni differite del calcestruzzo; nel caso del ritiro si parla di deformazione differita nel tempo a struttura scarica.

Gli inerti componenti il calcestruzzo non partecipano al ritiro, anzi vi si oppongo in misura proporzionale alla loro rigidità e quindi al loro modulo elastico (E). 

Pertanto il ritiro diminuisce all'aumentare della quantità di inerte (i) ed al diminuire del dosaggio di cemento (c), cioè all'aumentare del rapporto inerte/cemento (i/c).

Inoltre, a parità di i/c, il ritiro sarà tanto minore quanto meno porosa sarà la pasta di cemento, cioè quanto più basso è il rapporto acqua/cemento (a/c).

## Tipologie
Si distinguono due tipi di ritiro significativi, uno a breve termine e l'altro a lungo termine, dovuti alla perdita d'acqua per evaporazione che hanno come effetto la variazione dimensionale del manufatto.

### Ritiro plastico
Il ritiro plastico o a breve termine è la contrazione che si verifica a poche ore dal getto quando il calcestruzzo è ancora giovane e quindi ancora nella fase plastica. 
In questa fase il calcestruzzo plastico subisce una contrazione dovuta all'evaporazione dell'acqua dalla superficie del getto verso un ambiente insaturo di vapore (U.R.<95%).
Una eccessiva velocità di evaporazione può indurre delle modeste sollecitazioni di trazione che però, a causa del basso modulo elastico del conglomerato cementizio in questa fase, possono superare la modestissima resistenza a trazione del materiale, provocando le tipiche cavillature superficiali.

Il ritiro plastico termina quando il calcestruzzo ha raggiunto una resistenza a compressione di almeno 1 N/m2.

Questa tipologia di ritiro è accentuata soprattutto in strutture dove il rapporto superficie/volume è alto.

Per ridurre il ritiro plastico bisogna garantire una idonea stagionatura protetta del calcestruzzo (es. membrane antievaporazione, nebulizzazione di acqua) a partire dalla fine getto, che contrasta la perdita dell'acqua di impasto oppure utilizzando reti di contrasto o fibre.

### Ritiro igrometrico
Il ritiro igrometrico o da essiccamento o idraulico è causato dall'evaporazione dell'acqua contenuta dal conglomerato verso l'ambiente esterno insaturo di vapore (U.R.<95%) e si manifesta durante tutta la vita utile del conglomerato anche se la maggior parte di questo fenomeno si manifesta nei primi mesi (stagionatura).

Tale contrazione dipende fondamentalmente dalla formazione all'interno dei pori capillari, inizialmente saturi di acqua, di menischi che a causa della tensione superficiale provocano la contrazione della pasta cementizia.

Tale fenomeno dipende principalmente da fattori ambientali, quali la temperatura esterna, l'umidità relativa (UR < 95%) e dal rapporto e velocità dell'aria, nonché dal rapporto acqua/cemento, infatti un eccesso di acqua libera determina un incremento del ritiro.

Per contrastare il ritiro è opportuno ridurre il rapporto acqua/cemento, aumentare il rapporto aggregato/cemento e, soprattutto, bagnare costantemente l'opera specialmente nei primi giorni di stagionatura (stagionatura umida).

Tutte le strutture non sommerse sono potenzialmente interessate da ritiro idraulico.

Il ritiro igrometrico è la causa principale della formazione di fessure superficiali.

Normalmente quando si fa riferimento al ritiro del calcestruzzo si intende il ritiro idraulico il quale risulta più pericoloso per la durabilità dell'opera perché si manifesta a calcestruzzo oramai indurito.

Sia l'Eurocodice 2 che le norme tecniche considerano come deformazione da ritiro quella ottenuta per effetto del ritiro igrometrico.

### Ritiro autogeno
Il ritiro è dovuto anche a motivi interni al calcestruzzo in assenza di variazioni igrometriche e termiche, in questo caso si parla di ritiro autogeno o ritiro chimico.

È causato dall'idratazione del cemento. 

Infatti, benché i prodotti di idratazione occupino un volume maggiore rispetto a quello occupato dai reagenti costituiti dall'acqua e dal cemento anidro, il processo di idratazione porta alla formazione di pori capillari. Per ritiro autogeno si intende quindi quel ritiro che si ha, senza variazioni igrometriche o termiche, per un passaggio di acqua dai pori più grandi a quelli più piccoli. I pori più grandi tendono quindi a contrarsi. 

Tale contrazione dipende principalmente dal tenore di cemento utilizzato per confezionare la miscela. Il ritiro autogeno si manifesta principalmente quando il calcestruzzo è plastico-deformabile e cioè nel periodo tra inizio e fine della presa.

L'ulteriore l'idratazione del cemento durante l'indurimento determina una contrazione trascurabile mentre causa un aumento della porosità capillare interna.

Il ritiro autogeno è di molto inferiore a quello da essiccamento.

## Evoluzione nel tempo
Il ritiro si manifesta in periodi molto lunghi (sino a 28 anni) ma con velocità rapidamente decrescente nel tempo.

Di norma:
- il 14 - 34% si evolve nelle prime 2 settimane;
- il 40 - 80% si evolve nei primi 6 mesi;
- il 66 - 85% si evolve entro il primo anno.

Secondo quanto riportato dalla normativa vigente l'accorciamento percentuale dovuto al ritiro può andare da 0,20x10−3 a 0,40x10−3.
 
Poiché il coefficiente di dilatazione termica del calcestruzzo è circa 1x10−5, il ritiro equivale ad una contrazione termica di 20 ÷ 40 °C.

## Cause ed evoluzione del fenomeno fessurativo
Il ritiro igrometrico è una contrazione del calcestruzzo, causa della contrazione è la progressiva diminuzione dell'acqua non chimicamente combinata contenuta nella pasta cementizia che evapora verso un ambiente insaturo.
Tale fenomeno si riduce di molto per i getti mantenuti in ambiente umido e, come già accennato, cambia verso per i getti immersi in acqua.

La spiegazione di questo comportamento è da ricercarsi nella tensione superficiale dell'acqua che rimane nei pori capillari.

Infatti a seguito della perdita di acqua in ambienti insaturi di vapore (UR<95%) si formano dei menischi di acqua responsabili dell'attrazione tra le superfici delle particelle di cemento idratato (costituito prevalentemente da fibre di silicati idrati di calcio - C-S-H).

L'attrazione delle fibre di C-S-H determina il ritiro igrometrico.

L'attrazione riguarda soprattutto i pori con diametro tra 2,5 e 50 nm ed è tanto maggiore quanto maggiore è la tensione superficiale come si può evincere dalla seguente equazione:
- Pc = 2τ cos θ/r

dove:
- Pc è la pressione capillare che spinge le particelle di cemento idratate l'una verso l'altra;
- τ è la tensione superficiale dell'acqua contenuta nei menischi;
- r è il raggio di curvatura dei menischi;
- θ è l'angolo di bagnatura dell'acqua a contatto con il cemento idratato

Il ritiro inizia sempre sulla superficie esterna dell'elemento in calcestruzzo e risulta impedito dalle zone interne, non ancora soggette a tale fenomeno, per cui si producono delle tensioni (autotensioni di I categoria) che sono di trazione nella zona corticale.

Quanto sopra avviene se il ritiro è libero (situazione che è frequente nelle prove di laboratorio ma rara nella realtà costruttiva).

L'azione del ritiro può risultare più marcata se questo non è libero ma impedito da una coazione esterna.

Infatti nelle strutture reali esistono vari impedimenti alla libera contrazione del calcestruzzo quali i vincoli iperstatici, le barre d'armatura o l'attrito sul suolo di fondazione.

Tale impedimenti determinano l'insorgere di ulteriori tensioni di trazione (autotensioni di II categoria). 

Qualora le tensioni di trazione che insorgono a causa del ritiro dovessero superare la resistenza a trazione del calcestruzzo, che è notoriamente bassa, questo inizia a fessurarsi. 

Le fessurazioni da ritiro possono compromettere la durabilità del calcestruzzo a seguito della diretta esposizione, attraverso le fessure, agli agenti aggressivi ambientali, quali cloruri, anidride carbonica e solfati, che possono essere causa del degrado sia della matrice cementizia che dei ferri di armatura.

Le lesioni inoltre possono causare una perdita di funzionalità ma anche un aspetto estetico inaccettabile; quest'ultimo inconveniente, apparentemente poco importante, nelle verifiche agli stati limite di esercizio viene considerato alla stessa stregua di un malfunzionamento strutturale.

Per tale motivo è buona norma ritardare il più a lungo possibile l'inizio del ritiro proteggendo il calcestruzzo dall'essiccamento (curing).
Comunque le autotensioni che si generano per effetto del ritiro vengono in parte mitigate dall'insorgere della deformazione viscosa del calcestruzzo.

Il fenomeno del ritiro deve essere opportunamente valutato quando si effettuano riprese di getto di calcestruzzo poiché tale fenomeno tende a staccare il getto nuovo dal getto preesistente creando fessurazioni indesiderate.

Infine, la presenza di fessure da ritiro può compromettere anche l'aspetto estetico del manufatto.

Per ridurre questi effetti si possono adottare idonei additivi che hanno le caratteristiche di ridurre la tensione superficiale dell'acqua o, nel caso di ripristini strutturali, materiali a ritiro compensato.

## Effetti negativi sulle strutture
I principali effetti negativi sulle costruzioni sia del ritiro ma anche della deformazione viscosa sono:
- maggiore inflessione nelle strutture inflesse (travi, piastre, ecc.)
- perdita della forza di precompressione nelle strutture in calcestruzzo armato precompresso
- fessurazioni sulle superfici esterne dovute a tensioni interne da ritiro

## Fattori che influenzano il fenomeno
Il ritiro dipende da:
- composizione del calcestruzzo
  - natura mineralogica degli aggregati
  - rapporto acqua/cemento (a/c)
  - rapporto quantità di inerte/dosaggio cemento (i/c)
  - proprietà chimiche del cemento
- ambiente di maturazione
  - umidità relativa
  - temperatura esterna
  - velocità dell'aria
- geometria dell'elemento
  - superficie specifica a contatto con l'ambiente esterno[3]
  - dislocazione e percentuale delle armature

## Prassi progettuale
Nella comune prassi progettuale di strutture in calcestruzzo ordinario non si effettuano specifici calcoli per valutare l'effetto del ritiro ma si provvede piuttosto a limitarne gli effetti negativi ponendo in essere gli accorgimenti elencati nel paragrafo seguente.

Una specifica valutazione delle deformazioni da ritiro è invece importante nel caso di elementi in calcestruzzo armato precompresso

## Rimedi
Il ritiro risulta fortemente influenzato dalla composizione del conglomerato cementizio dalla geometria dell'elemento strutturale, dalla temperatura e dall'umidità relativa dell'ambiente (in generale dal tipo di stagionatura cui è sottoposta la struttura).

Spesso per ridurre l'effetto del ritiro si fa uso di particolari additivi che vengono aggiunti all'atto della miscelazione, oppure, più semplicemente, si procrastina la scasseratura rinviandola di circa 7 giorni dal getto (stagionatura umida) affinché il calcestruzzo possa raggiungere una sufficiente resistenza meccanica a trazione e diventi quindi capace di resistere alle tensioni generate dal ritiro igrometrico.

Si possono inoltre utilizzare dei rivestimenti superficiali, da applicare al momento della scasseratura, che proteggono la superficie del calcestruzzo dall'asciugamento.

Per contrastare l'effetto del ritiro, si provvede anche: 
- a disporre idonee armature atte ad assorbire le tensioni provocate dal ritiro;
- a evitare getti di estensione molto elevata dividendo le strutture che hanno estensione planimetrica superiore ai 30 ÷ 40 m in blocchi indipendenti, mediante la formazione di giunti tecnici tali da assorbire le deformazioni risultanti. In questo caso gli effetti del ritiro possono essere omessi nell'analisi globale di una struttura [5]